# Samuel Hoare
Samuel Hoare, 1:e viscount Templewood, känd som Sir Samuel Hoare mellan 1915 och 1944, född 24 februari 1880, död 7 maj 1959, var en brittisk politiker som innehade flera viktiga poster. Exempelvis var han minister för flygvapnet 1922-1924 och åter igen 1924-1929. 1931-1935 var han minister för Indien och 1935 var han brittisk utrikesminister. Han avgick efter stora protester mot honom efter en plan för Abessinien som hade lagts fram av honom och Pierre Laval som då var fransk utrikesminister. Planen innebar att Italien fick stora landområden i Abessinien (Etiopien). Han var förste amiralitetslord 1936-1937 och inrikesminister 1937-1939. 1940 blev han än en gång minister för flygvapnet. När Winston Churchill utnämndes till premiärminister 1940 förlorade han sin ministerpost och skickades till Spanien som ambassadör. Hans viktigaste uppdrag där blev att förmå Franco att hålla sig utanför kriget vilket han lyckades med. 1944 reste han tillbaka till Storbritannien där han adlades som viscount Templewood. Efter det drog han sig tillbaka från politiken.